# Skeleton na Zimowych Igrzyskach Olimpijskich 1928

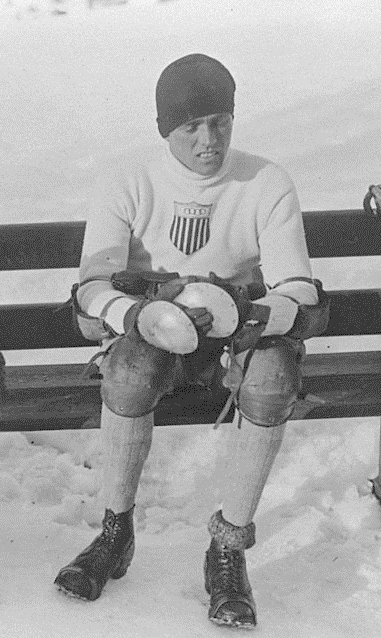
Jennison Heaton (1928)

Skeleton na Zimowych Igrzyskach Olimpijskich 1928 – zawody skeletonowe na II Zimowych Igrzyskach Olimpijskich rozegrane 17 lutego 1928 roku na torze skeletonowym Cresta-Run leżącym w pobliżu Sankt Moritz, gospodarza tych igrzysk. 
Była to pierwsza edycja olimpijskich zawodów skeletonowych w historii. Organizowana przez Fédération Internationale de Bobsleigh et de Tobogganing rywalizacja została rozegrana w jednej konkurencji męskiej. Przystąpiło do niej dziesięciu zawodników reprezentujących sześć krajów. Mistrzem olimpijskim został reprezentant Stanów Zjednoczonych – Jennison Heaton.

## Tło i przebieg zawodów
Początkowo zawody skeletonowe planowane były na 16 lutego, jednak fen niosący ze sobą falę ciepłego powietrza, uniemożliwił rywalizację. Ostatecznie zawody rozegrano 17 lutego o ósmej rano. Wczesna godzina była spowodowana chęcią uniknięcia porannego słońca, które mogłoby rozpuścić przygotowany lód. 
Faworytem do medalu był Brytyjczyk David Carnegie, earl Northesk. Tydzień przed zawodami olimpijskimi ustanowił on nowy rekord toru – 58,5 sekundy, wygrywając prestiżową nagrodę Grand National – najważniejsze zawody na torze Cresta-Run. W pierwszym ślizgu Brytyjczyk popełnił jednak poważny błąd i złamał jeden z hamulców, tracąc w ten sposób cenne sekundy. Drugi z brytyjskich zawodników, John Cuthbert Moore, baron Brabazon of Tara, był także uważany za faworyta, lecz dwa dni przed zawodami wypadł z sanek i złamał parę żeber oraz bardzo poważnie rozciął twarz, przez co nie mógł wystartować. Po stratach Carnegiego dwóch braci ze Stanów Zjednoczonych – Jennison i Jack Heaton – rozegrało walkę o złoty medal między sobą. Złoto zdobył Jennison, Jack – srebro. Mogło to być spowodowane kontuzją Jacka wyleczoną zaledwie parę tygodni przed zawodami. Dwóch zawodników wypadło z toru: Francuz Pierre Dormeuil i Szwajcar Willy von Eschen.

## Wyniki
| Pozycja | Zawodnik             | Państwo         | 1. ślizg | 2. ślizg | 3. ślizg | Czas   | Strata |
| ------- | -------------------- | --------------- | -------- | -------- | -------- | ------ | ------ |
|         | Jennison Heaton      | USA             | 1:00,2   | 1:00,2   | 1:01,4   | 3:01,8 | —      |
|         | Jack Heaton          | USA             | 1:01,4   | 1:00,4   | 1:01,0   | 3:02,8 | +1,0   |
|         | David Carnegie       | Wielka Brytania | 1:02,7   | 1:01,0   | 1:01,4   | 3:05,1 | +3,3   |
| 4       | Agostino Lanfranchi  | Włochy          | 1:02,1   | 1:02,4   | 1:04,2   | 3:08,7 | +6,9   |
| 5       | Alexander Berner     | Szwajcaria      | 1:03,4   | 1:03,4   | 1:02,0   | 3:08,8 | +7,0   |
| 6       | Franz Unterlechner   | Austria         | 1:05,9   | 1:03,4   | 1:04,2   | 3:13,5 | +11,7  |
| 7       | Alessandro del Torso | Włochy          | 1:05,6   | 1:04,7   | 1:04,6   | 3:14,9 | +13,1  |
| 8       | Louis Hasenknopf     | Austria         | 1:15,4   | 1:10,9   | 1:10,4   | 3:36,7 | +34,9  |
| 9       | Willy von Eschen     | Szwajcaria      | 1:04,8   | DNF      | —        | —      | —      |
| 10      | Pierre Dormeuil      | Francja         | DNF      | —        | —        | —      | —      |